# نهائي كأس إيطاليا 1936
نهائي كأس إيطاليا 1936 هي المباراة النهائية من منافسة كأس إيطاليا 1935–36، أقيمت المباراة في 11 يونيو 1936، في ملعب لويجي فيراريس، بين فريقي نادي تورينو، ونادي ألساندريا، وفاز فيها نادي تورينو، بعد أن هزم نادي ألساندريا، بنتيجة 5 - 1، وكان حكم المباراة Raffaele Mastellari ‏.

## تفاصيل المباراة
لعبت المباراة النهائية في 11 يونيو 1936.
| نادي تورينو                                                                                         | 5 -1 | نادي ألساندريا          |
| --------------------------------------------------------------------------------------------------- | ---- | ----------------------- |
| ريمو غالي 7 ' · Onesto Silano ‏ 20 ' · Pietro Buscaglia ‏ 57 ' · ريمو غالي 70 ' · Onesto Silano ‏ 78 ' |      | Giovanni Riccardi ‏ 16 ' |